# Speechless (песня Dan + Shay)
«Speechless» — песня американского кантри-дуэта Dan + Shay, вышедшая 6 августа 2018 года на лейбле Warner Bros. Nashville в качестве второго сингла с дебютного студийного альбома Dan + Shay (2018). В качестве промосингла песня вышла на радио 18 мая 2018 года. Сингл достиг первого места в радиоэфирном хит-параде Country Airplay и первого в общем кантри-чарте Hot Country Songs, получил 3-кратную платиновую сертификацию в США.

## История
Песня вышла 6 августа 2018 года в качестве второго сингла на лейбле Warner Bros. Nashville.

## Отзывы
Песня получила положительные отзывы музыкальных критиков и интернет-изданий, например от Джона Фримана из журнала Rolling Stone.

## Коммерческий успех
«Speechless» дебютировал 2 июня 2018 года на 30-м месте в американском кантри-чарте Hot Country Songs и достиг там первого места 1 декабря 2018 года, став первым чарттоппером дуэта. Он оставался на позиции № 1 восемь недель. «Speechless» дебютировал на 46-м месте в радиоэфирном чарте Country Airplay в дату с 18 августа 2018 года, где достиг первого места 22 декабря 2018 года. Песня дебютировал в мультижанровом американском хит-параде Billboard Hot 100 22 декабря 2018 года на 95-м месте и достигла 24-го места в январе 2019 года. Сингл «Speechless» был сертифицирован в платиновом статусе 26 апреля 2019 года ассоциацией RIAA. К ноябрю 2019 года тираж сингла достиг 582,000 копий в США.

## Музыкальное видео
Музыкальное видео для песни снял режиссёр Patrick Tracy, а премьера прошла 18 мая 2018 года одновременно с цифровым релизом сингла. В видеоролике представлены кадры со свадеб двух членов дуэта Дэна Смайерса (Dan Smyers) и Джеймса Шейя Муни (James Shay Mooney) 2017 года, в том числе первые официальные смотрины и знакомства женихов и их невест, представления пар на их соответствующих приемах.

## Чарты
| Чарт (2018-19)                      | Высшая позиция |
| ----------------------------------- | -------------- |
| Канада (Billboard Canadian Hot 100) | 41             |
| Канада (Billboard AC)               | 33             |
| Канада (Billboard Country)          | 2              |
| Канада (Billboard Hot AC)           | 33             |
| США (Billboard Hot 100)             | 24             |
| США (Billboard Adult Contemporary)  | 6              |
| США (Billboard Adult Pop Airplay)   | 5              |
| США (Billboard Country Airplay)     | 1              |
| США (Billboard Hot Country Songs)   | 1              |
| США (Billboard Pop Airplay)         | 17             |
| США (Rolling Stone Top 100)         | 60             |

| Чарт (2018)                       | Позиция |
| --------------------------------- | ------- |
| US Hot Country Songs (Billboard)  | 32      |
| Чарт (2019)                       | Позиция |
| US Billboard Hot 100              | 35      |
| US Adult Contemporary (Billboard) | 16      |
| US Adult Top 40 (Billboard)       | 19      |
| US Country Airplay (Billboard)    | 43      |
| US Hot Country Songs (Billboard)  | 2       |
| US Mainstream Top 40 (Billboard)  | 48      |

## Сертификации
| Регион | Сертификация  | Продажи             |
| --- | ------------- | ------------------- |
| Канада (Music Canada) | Платиновый    | 80 000              |
| США (RIAA) | 3× Платиновый | 3,000,000 / 582,000 |
| * Данные о продажах приведены только на основе сертификации. · Данные о продажах + прослушиваниях приведены только на основе сертификации. |               |                     |